# Holubîn, Dzerjînsk
Holubîn (în ucraineană Голубин) este un sat în comuna Nîvna din raionul Dzerjînsk, regiunea Jîtomîr, Ucraina.

## Demografie
Componența lingvistică a localității Holubîn
     Ucraineană (98,58%)
     Rusă (1,42%)
Conform recensământului din 2001, majoritatea populației localității Holubîn era vorbitoare de ucraineană (98,58%), existând în minoritate și vorbitori de rusă (1,42%).